# 28. základní expedice (Mir)
28. základní expedice, zkráceně EO-28, (rusky 28-я основная экспедиция, ЭО-28), byla osmadvacátou a poslední dlouhodobou expedicí vyslanou Ruskem na jeho vesmírnou stanici Mir. Expedice byla zahájena 4. dubna 2000 startem kosmické lodi Sojuz TM-30 a trvala do přistání téže lodi 16. června 2000. Výprava byla dvoučlenná a skládala se z velitele Sergeje Zaljotina a palubního inženýra Alexandra Kaleriho.

## Posádka
| Pozice          | Kosmonaut                         |                                   |
| --------------- | --------------------------------- | --------------------------------- |
| Velitel         | Sergej Zaljotin, (1) CPK          | Sergej Zaljotin, (1) CPK          |
| Palubní inženýr | Alexandr Kaleri, (3) RKK Eněrgija | Alexandr Kaleri, (3) RKK Eněrgija |

V závorkách je uveden dosavadní počet letů do vesmíru včetně této expedice.
| Pozice          | Záložní posádka                |
| --------------- | ------------------------------ |
| Velitel         | Saližan Šaripov, CPK           |
| Palubní inženýr | Pavel Vinogradov, RKK Eněrgija |

## Sestavení posádky a zahájení expedice
Dvojice Zaljotin, Kaleri se sešla v září roku 1997, tehdy jako záloha pro 26. expedici na Mir (ta odstartovala v srpnu 1998), od února 1998 byli současně hlavní posádkou pro 28. expedici s plánovaným startem v srpnu 1999. Nicméně z finančních důvodů byl jejich start zrušen. Dostatek financí se podařilo získat o několik měsíců později prostřednictvím společnosti MirCorp. Let byl ovšem posunut na rok 2000, dvojice proto v červnu 1999 obnovila přípravu k letu. V lednu 2000 se k nim připojil herec Jurij Stěklov, který už v červnu – říjnu 1999 prošel zkráceným základním výcvikem. Stěklov měl na stanici Mir natočit část filmu „Odměna – let do kosmu“ (Приз — полет в космос). Trojice v první polovině března dokončila výcvik a úspěšně složila závěrečné zkoušky, ale 19 dní před startem byl Stěklov z posádky vyřazen – producent filmu neuhradil platbu za let.
Expedice začala startem kosmické lodi Sojuz TM-30 z kosmodromu Bajkonur 4. dubna 2000 v 05:01:29 UTC, se stanicí Mir se loď spojila 6. dubna 2000, 06:31:22 UTC.

## Průběh letu
Během prvního týdne pobytu kosmonauti oživili stanici – aktivovali klimatizační a termoregulační systém základního bloku stanice, oživili moduly Kvant-2 a Kristall, spustili systém regenerace vody z atmosféry a systém dekontaminace ovzduší, prověřili hermetičnost modulu Priroda a oživili gyrodyny. Připojili systém ovládání motorů lodi Progress M1-1 na řídicí systém základního bloku komplexu. Vzduchem ze zásob v nákladní lodi Progress-M1 1 9. dubna zvýšili tlak uvnitř komplexu na 833 hPa. Na druhý den tlak uvnitř komplexu činil 829 hPa a klesal rychlostí přibližně 0,9 hPa za den. Kosmonauti se připravovali k hledání místa úniku atmosféry z komplexu a oživili systém Elektron pro výrobu kyslíku z vody.
Po polovině dubna kosmonauti provedli údržbu jednotky Vozduch na čištění vzduchu, gyrodynů v modulech Kvant a Kvant-2 a zapojili jednotku Potok 15MK pro revitalizaci atmosféry. Zahájili ukládání vymontovaných dílů do nákladní lodi Progress-M1 1, 19. dubna zjistili, že příčinou úniku atmosféry ze stanice byl netěsný ventil v průlezu z přechodového úseku PChO do modulu Spektr. Závadu odstranili.
Dne 26. dubna se od komplexu oddělila nákladní loď Progress M1-1, která týž den podle plánu zanikla v atmosféře Země. Nová zásobovací loď Progress M1-2 odstartovala 25. dubna a ke stanici se připojila 27. dubna, načež Zaljotin a Kaleri zahájili její vykládku.
Začátkem května vyseli ve skleníku „Oranžereja“ semena hořčice, čínského zelí a jiných rostlin.od 10. května se připravovali na výstup do volného prostoru28. Výstup proběhl 12. května, během výstupu kosmonauti testovali nové těsnicí materiály a demontovali části vědeckých přístrojů umístěných vně stanice. Provedli inspekci tepelné obšívky hlavního bloku stanice a slunečních baterií modulu Kristall. Zjistili závadu na kabeláži ovládání natáčení experimentálních slunečních panelů, kterou nebylo možno opravit. Výstup trval 4 hodiny a 52 minut.
12. června kosmonauti prověřili systémy lodi Sojuz-TM 30 před chystaným návratem. V dalších dvou dnech Zaljotin a Kaleri dokončili ukládání nepotřebného vybavení a odpadků do nákladní lodi Progress M1-2, pokračovala příprava komplexu Mir k automatickému provozu. Ve vnitřních prostorách instaloval Zaljotin pomocná potrubí pro zajištění intenzivní cirkulace atmosféry. Kaleri demontoval počítač telemetrického systému používaný pro přenos digitálních snímků na Zemi. Zaljotin konfiguroval systém zabezpečení životních podmínek pro bezpilotní provoz a deaktivoval modul Kristall. Kaleri deaktivoval skleník „Oranžereja“, pořídil snímky vypěstovaných rostlinek a vzorky připravil k dopravě na Zemi. Provedl předběžnou deaktivaci modulu Kvant a základního modulu stanice. Do návratového modulu lodi Sojuz-TM 30 uložili poslední části nákladu.
Ve 21:24:49 UTC 15. června kosmonauti v Sojuzu TM-30 odletěli od stanice Mir a 16. června 2000 v 00:43:45 UTC přistáli v Kazachstánu, 46 km od Arkalyku.